# Мераб Антадзе
Мераб Антадзе (груз. მერაბ ანთაძე; нар. 4 серпня 1952, Тбілісі, Грузинська РСР, СРСР) — грузинський дипломат, політик. Надзвичайний і Повноважний Посол.
Двічі перебував на посаді зступника Міністра закордонних справ Грузії (у 1998—2006 роках і у 2007 році). Виконувач обов'язків Прем'єр-міністра Грузії у 2007 році. Державний міністр Грузії з питань врегулювання конфліктів у 2006—2007 роках. На посаді посла працював протягом 2007—2009 років в Україні. З 2014 року — посол Грузії в Молдові.

## Біографія
У 1975 році закінчив геологічний факультет Тбіліського політехнічного інституту; Працював інженером на залізниці, в НДІ Кавказьких корисних копалин. З 1991 по 1997 роки обіймав різні дипломатичні посади в Міністерстві закордонних справ; У 1997—1998 роках працював провідним спеціалістом Комітету з оборони і безпеки парламенту Грузії; З 1998 по липень 2006 року був заступником міністра закордонних справ Грузії. У 2002 році йому присвоєно дипломатичний ранг Надзвичайного і Повноважного Посла. У листопаді 2003 — в.о. Міністра закордонних справ Грузії; 21 липня 2006 року призначений державним міністром Грузії з питань врегулювання конфліктів; У липні 2007 року знову був призначений заступником міністра закордонних справ Грузії. У 2007—2008 рр. був Надзвичайний і Повноважний Посол Грузії в Україні. З 1 січня 2009 року по 2 січня 2014 року був постійним представником Грузії при Організації за демократію та економічний розвиток (ГУАМ); Надзвичайний і Повноважний Посол Грузії в Республіці Молдова (з 2014 р.)

## Родина та особисте життя
Одружений, має трьох дітей.